# Marreco com repolho roxo
Marreco com repolho roxo é um prato típico da cozinha alemã. Também conhecido como Ente mit Rotkohl. A cidade de Brusque, em Santa Catarina, realiza anualmente em outubro a Festa Nacional do Marreco (Fenarreco), onde esse prato é o carro-chefe, acompanhado do tradicional Chope.
É feito à base de marreco, marinado com temperos e vinho branco por 24 horas. Depois é cozido até que a carne fique macia (cerca de cinco horas e meia). Após cozido, o marreco é assado até dourar. Numa panela a parte é refogado repolho roxo com Maçã.
O marreco é servido numa assadeira adornado pelo cozido de repolho roxo. O marreco pode ser recheado ou não, dependendo do gosto (Recheios como: coração de galinha, saladas, maionese, entre outros).